# Chartreuse Saints-Joseph-et-Morand de Douai
Le monastère Saints-Joseph-et-Morand est un ancien monastère de l'ordre des Chartreux à Douai.

## Historique
En 1570, il est question de transférer à Douai, la chartreuse de Valenciennes, en 1620 d’y établir un collège cartusien près de l’université. 
En 1654, Marie Loys, fille de Jean, notaire et poète à Douai, lègue tous ses biens, pour fonder un couvent de chartreux en ville. Le terrain définitif avec la maison des Moines Blancs, refuge des prémontrés de Saint-Nicolas de Furnes, est acquis en 1662. Les constructions commencent en 1663, sont suspendues par la conquête française de Louis XIV, reprises en 1680 et achevées en 1728 seulement, à cause des deux sièges qui éprouvent la ville. 
En 1744, il n'y a que 8 religieux dans la chartreuse de Douai.
Le 13 février 1790, l'Assemblée constituante prononce l'abolition des vœux monastiques et la suppression des congrégations religieuses. En avril 1790, il reste 9 pères et 3 frères lais. La communauté se disperse en 1791, les autorités du Nord ayant refusé d’établir une maison de réunion cartusienne dans leur département autre que la Boutillerie.
La chartreuse est classée au titre des monuments historiques en 1930. Le musée de la Chartreuse y est installé depuis 1958.

## Prieurs
Le prieur est le supérieur d'une chartreuse, élu par ses comprofès ou désigné par les supérieurs majeurs.
- 1663 : Philippe Béharel, recteur puis premier prieur.
- ~1680 : Antoine Le Vaillant[3].
- 1760-1767 : Augustin Lochet[note 1],[4].

### Liens externes

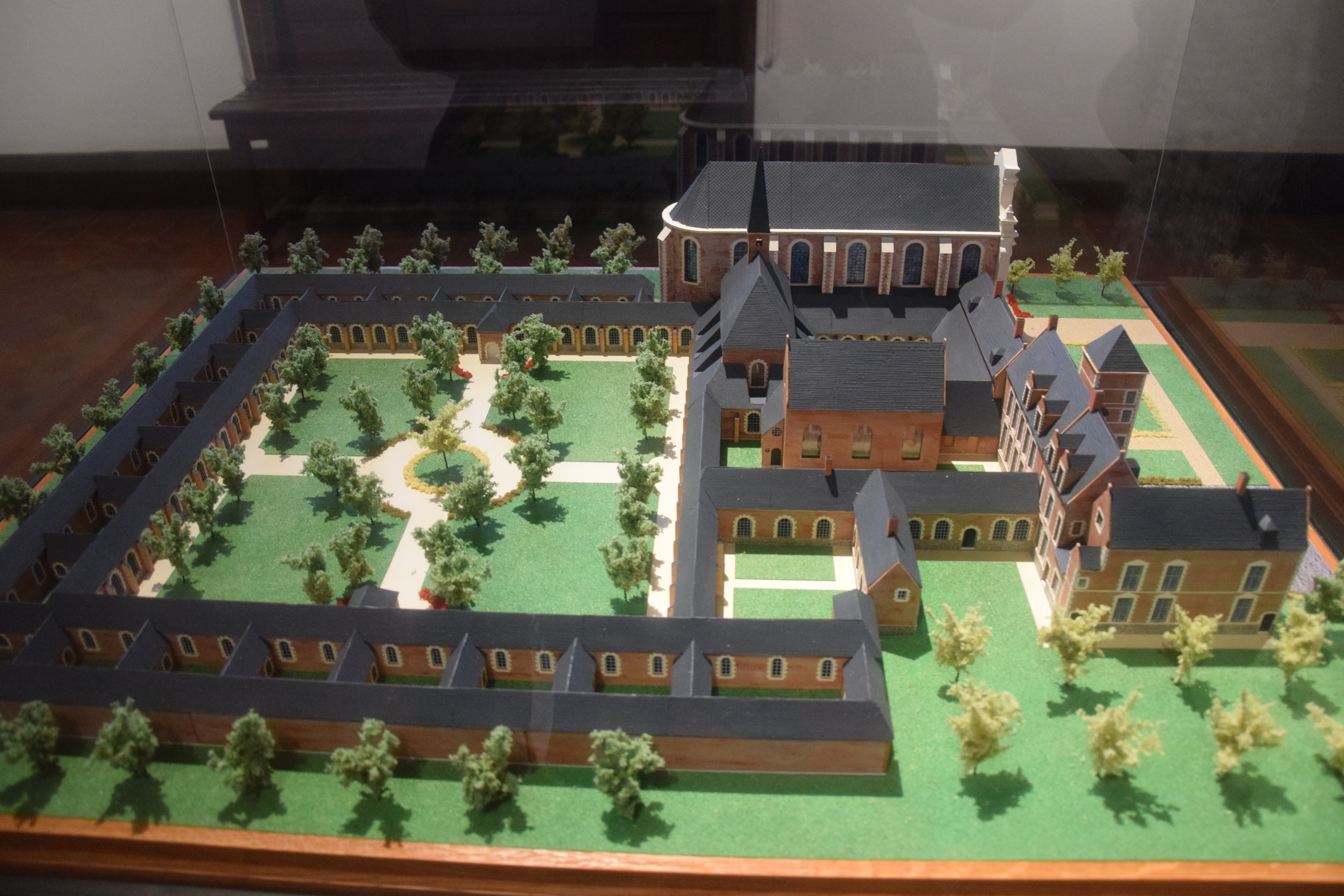